# 생미셸쉬르오르주

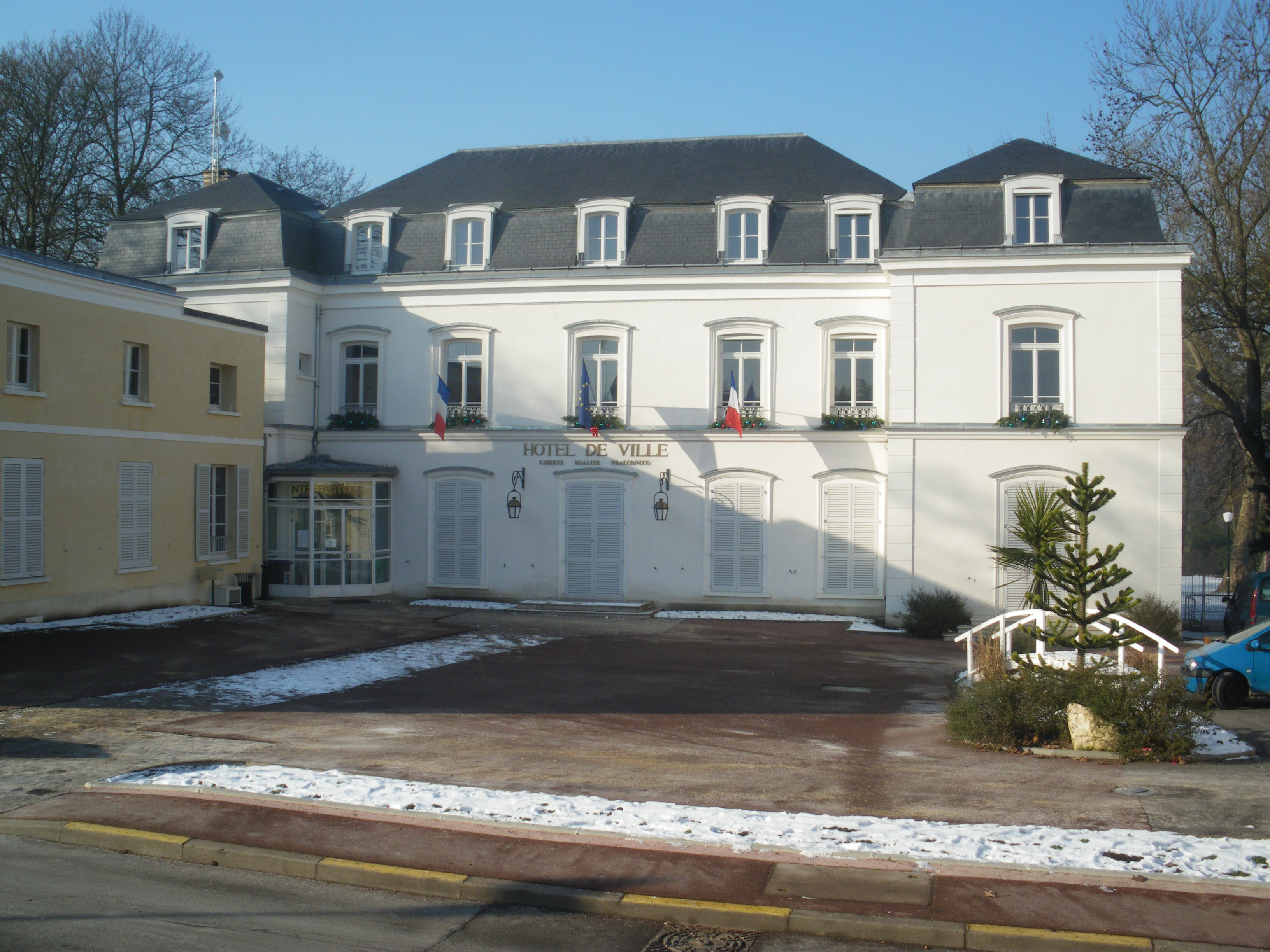
생미셸쉬르오르주

생미셸쉬르오르주(프랑스어: Saint-Michel-sur-Orge)는 프랑스 일드프랑스 에손주에 위치한 도시로 면적은 5.29km2, 인구는 20,363명(2006년 기준), 인구 밀도는 3,800명/km2이다. 파리에서 24.7km 정도 떨어진 곳에 위치한다.

시 문장

## 같이 보기
- 에손주의 코뮌 목록